# As One
As One è il sedicesimo album dei Kool & the Gang, uscito nel 1982.

## Tracce
Lato A
1. Street Kids – 5:50
2. Big Fun – 5:00
3. As One – 3:41
4. Hi De Hi, Hi De Ho – 4:22

Lato B
1. Let's Go Dancing (Ooh La, La, La) – 6:40
2. Pretty Baby – 4:43
3. Think It Over – 4:35